# Cafon Jašan Cafon

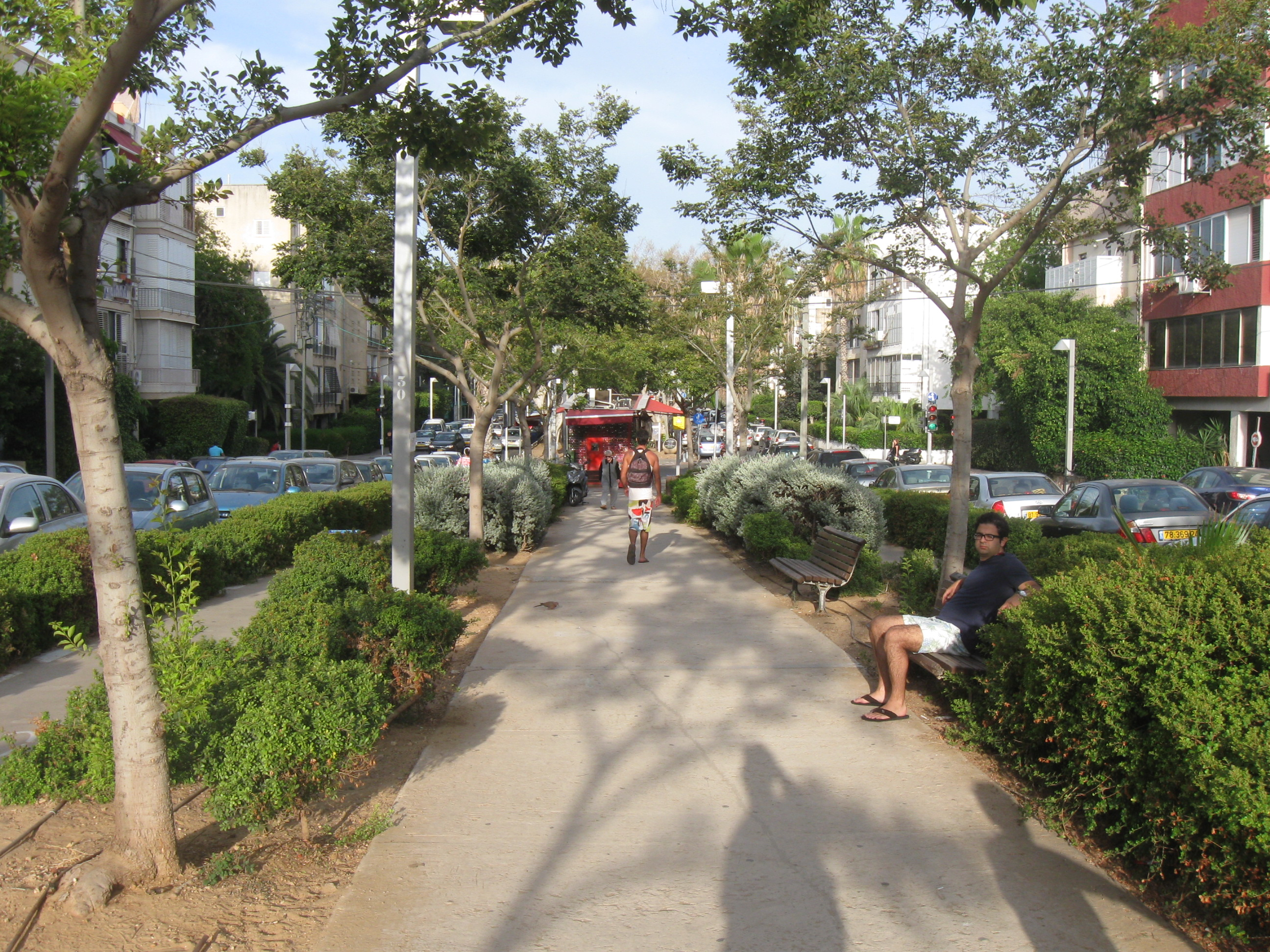
Zástavba v čtvrti Cafon Jašan Cafon, třída Sderot Nordau

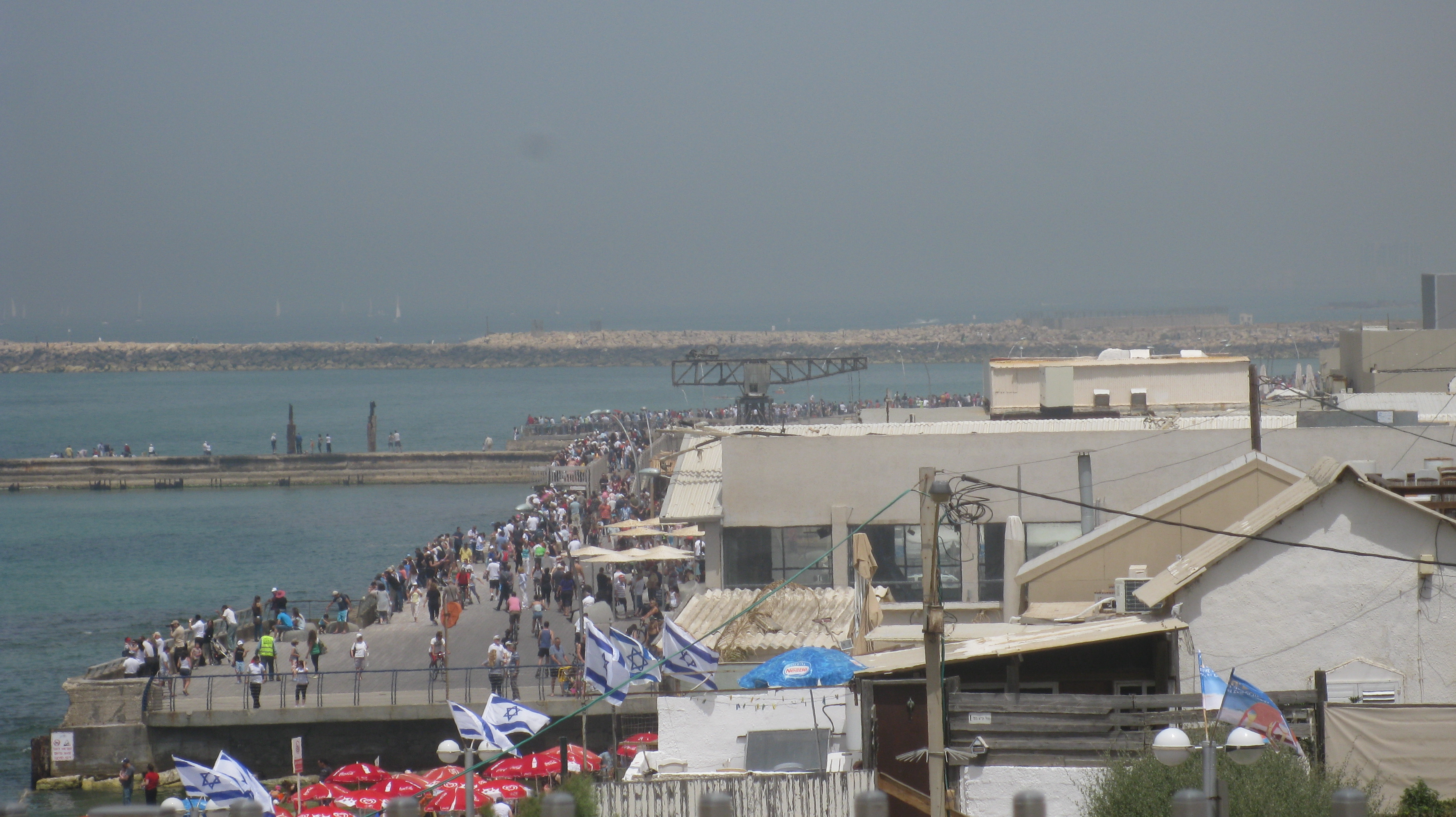
Zástavba v čtvrti Cafon Jašan Cafon, Telavivský přístav

Cafon Jašan Cafon (hebrejsky: צפון ישן צפון, doslova Starý sever-sever) je čtvrť v centrální části Tel Avivu v Izraeli. Je součástí správního obvodu Rova 3 a samosprávné jednotky Rova Bnej Dan.

## Geografie
Leží v centrální části Tel Avivu, na pobřeží Středozemního moře, při jižním břehu řeky Jarkon, v nadmořské výšce okolo 20 metrů.

## Popis čtvrti
Čtvrť na severu vymezuje ulice ha-Ta'arucha, třída Sderot Rokach a zelený pruh podél Jarkonu (Park Jarkon), na jihu ulice Žabotinsky, na východě ulice Ibn Gvirol a na západě mořské pobřeží, respektive ulice ha-Jarkon. Zástavba má charakter husté blokové městské výstavby. Podél mořského břehu vyrůstají komerční komplexy. V roce 2007 tu žilo 14 203 lidí. Obchodní ruch se soustřeďuje podél Dizengoffovy ulice a podél ulice Ben Jehuda. Významnou třídou je i výchozápadní Sderot Nordau. U mořském pobřeží leží Telavivský přístav, nyní převážně centrum služeb a gastronomie.